# Divo (underprefektur)
Divo är en underprefektur i Elfenbenskusten. Den ligger i departementet med samma namn, i den södra delen av landet, 100 km söder om huvudstaden Yamoussoukro.